# Джон Александр Лоббан
Джон Алекса́ндр Ло́ббан (англ. John Alexander Lobban, 1919—1996) — британський художник-скульптор, дизайнер, аквареліст, художник-нумізмат і медальєр. Член ради Британського товариства мистецьких медалей, президент Товариства нумізматичних художників і дизайнерів. Ілюстратор дитячих книжок, зокрема серії книг про ведмедика Паддінгтона. Автор реверсу найпершої срібної монети України — «50 років ООН».

## Біографія
Дід Джона Лоббана, шотландець із Глазго, служив пастором у церкві в Геббурні, парафіянами якої були робітники верфі на річці Тайн. Батько Джона, Александр Лоббан, працював столяром. Під час Першої світової війни Александр переїхав до Саутгемптона  (Гемпшир, Англія), де влаштувався в суднобудівній промисловості. Працював у британській авіабудівній компанії «Супермарин», будуючи дерев'яні гідролітаки, які брали участь у Кубку Шнейдера. У цьому місті він одружився з Айві. Від шлюбу мали п'ятеро дітей. Першим, 18 червня 1919 року, народився Джон Лоббан. 

### Служба у війську під час Другої світової війни
1939 року Джона Лоббана призвали до Королівської артилерії. Начальство недолюблювало хлопця через його недоречне почуття гумору. Під час інспектування війська в Плімутській цитаделі принцесою Мариною він відрекомендувався дружині принца Великої Британії Георга Кентського (за умовами парі з товаришами по службі) як кротолов, за що виграв ледь не ящик пива. Зрештою, його визнали «непридатним для офіцерського складу» через «схильність до нестандартного вирішення завдань під час розвідки». Натомість йому доручили створювати мапи і макети операцій, наприклад, таких як висадка військ союзників у Нормандії 1944 року. У червні 1944 року десантний катер, на якому перебував Джон, вийшов з ладу у Ла-Манші. Вояки висадилися на Голд-Біч лише через добу, коли вдалося полагодити човен. Пізніше Джон провів дев'ять місяців у Брюсселі і демобілізувався 1946 року.

## Кар’єра після війни
Після служби в армії Лоббан займався діяльністю у рекламній сфері, де займав керівні посади в лондонських агенціях. Він працював з такими великими клієнтами, як Guinness. 1961 року Джон перевівся на Лондонську прес-біржу в Кейптаун (Південна Африка). У 1964—1971 роках обнімав посаду креативного директора німецького офісу американського рекламного агентства «Ted Bates» у Франкфурті.

## Творчість

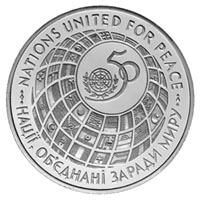
Джон Лоббан — автор реверсу монети України «50 років ООН» (1995)

Близько 1932 року Джон Лоббан отримав стипендію в Саутгемптонській школі мистецтв. Згодом навчався у Центральній школі мистецтв у Лондоні. Захоплювався творчістю Мікеланджело і Леонардо да Вінчі, які за його словами, завжди «дивилися йому через плече». Іншими майстрами, які надихали Лоббана, були Рембрант і Поль Сезанн. На нього також вплинули Ішервуд, Віндем Льюїс, Сітвелли, Генрі Мур, митці Баугауза та інші.
У 1970-х роках, залишивши рекламну кар'єру, Джон присвятив себе живопису, скульптурі, а також книжковому ілюструванню. Його талант у мистецтві проявився в ілюстраціях для книг, зокрема для серії книг Майкла Бонда про ведмедика Паддінгтона.
Твори Лоббана зберігаються в Британському музеї, Державному музеї Берліна, Почесному товаристві ювелірів, а також у приватних колекцій по всьому світу.

## Нумізматична діяльність
Джон Лоббан здобув визнання завдяки дизайну медалей і монет. Його роботи залишаються прикладом високого мистецького рівня та творчого підходу до нумізматичного мистецтва.
1975 року він обійняв посаду керівника скульптурного відділу на Монетному дворі Франкліна у Міддлтауні (Пенсільванія). Основні зусилля докладав для створення дизайну монет і медалей. У Міддлтауні познайомився зі скульпторкою, ювеліркою і медальєркою Авріл Воган, з якою разом був до кінця життя.
Джон за свої твори отримав низку відзнак на різних конкурсах. 1986 року відзначили його дизайн монети в десять франків для Паризького монетного двору на честь Робера Шумана, батька Європейського Союзу. 1989 року художник взяв участь у конкурсі, організованому Королівським монетним двором, на якому здобув перемогу його дизайн двофунтової монети для Королівського монетного двору. Монета має англійську і шотландську версії: «Трьохсотріччя Білля про права» (англ. Tercentenary of Bill of Rights 1689) і «Трьохсотріччя Посилання про наявність права» (англ. Tercentenary of the Claim of Right 1689) для Шотландії. На конкурсі, організованому Нідерландським монетним двором, відзначили його дизайн монети на честь британського внеску в битву під Ватерлоо. А 1992 року отримав приз за найкращу медаль, підготовлену для конгресу Міжнародної федерації медалей, що проходив у Британському музеї.

### Дизайн української монети
1995 року Джон Лоббан розробив дизайн і вигравірував українську монету «50-річчя Організації Об'єднаних націй» у сріблі та мідно-нікелевому сплаві номіналами 2 000 000 і 200 000 карбованців. Монета у сріблі стала найпершою срібною монетою України. 
Ювілейні монети викарбували на Королівській монетарні у Великій Британії.

## Родина
1942 року Джон Лоббан одружився з Терезою (Тесс) Віве, з якою мав двох дітей — Ендрю і Жаклін. Після розлучення одружився вдруге з Фейт Кассі. Від шлюбу, який тривав тринадцять років, вони мали ще двох дітей — Керолайн і Майкла. Останні роки свого життя Джон прожив з Авріл Воган (англ. Avril Vaughan, 1937—2006).
Помер від раку 1996 року. 